# Черкеска (українська)
Черкеска — український різновид черкески, верхній чоловічий одяг українських козаків та інших службових чиновників козацької доби.
«Черкеску Гетьман носив ще перед установленням гетьманства, — коли був Генеральним Отаманом Вільного. Черкеска є не тільки офіційною формою, але й національним козацьким убранням, яке носили українці-козаки як атрибут свого козацького стану».
Черкеска була пошита кроєм черкеським з рукавами, яка була верхнім одягом як плащ. Черкески мали вильоти, тобто знизу поздовжні розрізи. Вона була завжди коротше каптана, так що каптан  завжди було видно з-під черкески. Розрізи на рукавах були довжиною пів-аршина (до 35 см) і менше. По долу черкески, а також рукави та розрізи на рукавах були обложені золотим або срібним галуном. Вильоти закладались за спину та прищіпались дрібними гапликами.
Чорноморські кінні козаки носили сині черкески, та під ними червоні каптани, а гвардійські козаки навпаки: сині каптани, а поверху червоні черкески. Артилеристи носили темно-зелені черкески та штани, а каптани чорного кольору. Одяг козацької старшини був також козацьким, в артилерії обкладений золотим галуном, а в кінних військах — срібним.

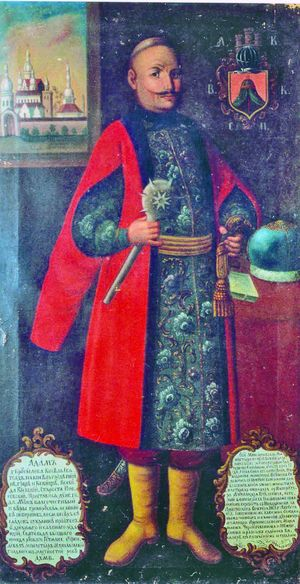
Адам Кисіль (1600—1663)
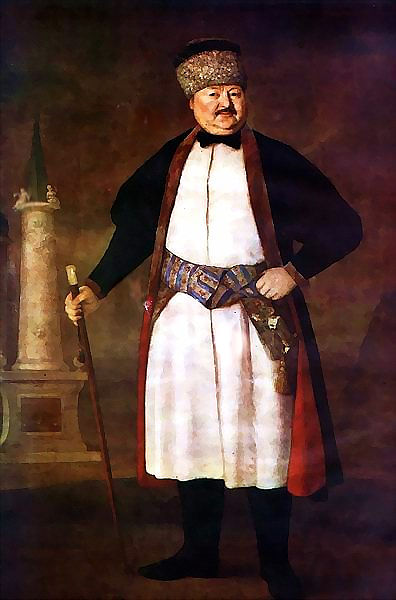
Полковник Павло Руденко, 1778